# 석곡초등학교
석곡초등학교는 대한민국 전라남도 곡성군에 있는 초등학교다.

## 학교 연혁
- 1910. 02. 16 사립 월미학교 설립
- 1919. 10. 18 석곡공립보통학교로 교명 변경
- 1919. 11. 07 석곡공립보통학교로 개교
- 1921. 05. 01 현 부지로 학교 이전
- 1926. 04. 01 6년제로 인가
- 1938. 04. 01 석곡공립심상소학교로 교명 변경
- 1941. 04. 01 석곡공립국민학교로 교명 변경
- 1950. 10. 25 교사 전소
- 1970. 03. 01 염곡분교장 염곡국민학교로 독립
- 1974. 03. 01 당동분교장 욕천국민학교로 독립
- 1981. 03. 10 병설유치원 개원
- 1988. 03. 01 욕천분교장 본교에 귀속
- 1989. 03. 01 염곡분교장 본교에 귀속
- 1992. 03. 01 기룡분교장 본교에 귀속
- 1993. 03. 01 욕천분교장 폐교
- 1994. 03. 01명강분교장 본교에 귀속
- 1995. 03. 01 염곡분교장 폐교
- 1996. 03. 01 기룡분교장 폐교
- 1996. 03. 01 석곡초등학교로 교명 변경
- 1999. 03. 02 현대화 학교로 입교
- 1999. 09. 01명강분교장 폐교
- 2005. 03. 01 목사동초등학교 통합(재학생 31명)
- 2005. 04. 01 전라남도교육청지정 인성교육 연구학교
- 2013. 02. 20 제93회 졸업식(졸업생 총 9,768명 배출)
- 2014. 09. 01 제27대 최영태 교장 부임
- 2015. 02. 13 제95회 졸업식(졸업생 총인원 9,822명)